# Zhang Mengying
Zhang Mengying (en chino tradicional, 張夢瑩; en chino simplificado, 张梦莹; pinyin, Zhāng Mèngyíng; nacida el 22 de diciembre de 1993 en Qiqihar, Heilongjiang) es una jugadora de hockey sobre hielo china.  Ella forma parte del equipo nacional femenino de hockey sobre hielo de China. Compitió por China en los Juegos Olímpicos de Invierno de 2010. El equipo acupó el puesto 7º de 8 participantes.